# Troy: The Odyssey
Troy: The Odyssey ist ein US-amerikanischer Abenteuerfilm aus dem Jahr 2017 von Tekin Girgin, der gemeinsam mit Eric Forsberg auch für das Drehbuch verantwortlich war. Der Film behandelt den Trojanischen Krieg und das Epos der Odyssee.

## Handlung
1174 v. Chr.: Odysseus, König von Ithaka, folgt seinem König Agamemnon in den Krieg gegen Troja. Obwohl sich alle einig sind, dass der Krieg nicht lange andauern sollte, zieht er sich mehrere Jahre. Durch eine List des Odysseus kann man schließlich die Trojaner besiegen: Ein hölzernes Pferd wird den Trojanern als Tribut für deren vermeintlichen Sieg am Strand dargeboten. Kopflos schieben sie es hinter die eigenen Mauern. Doch in dem Pferd sind Krieger versteckt, die nachts die Tore öffnen und so für die erfolgreiche Übernahme der Stadt sorgen. Kurz vor seinem Tod belegt der trojanische König Priamos Odysseus mit einem Fluch. Dieser besagt, dass der Kraken ihn auf seiner Reise in die Heimat verfolgen und vernichten wird.
Dennoch beschließt Odysseus nach seinem zehnjährigen Kriegsdienst 1184 v. Chr. in seine Heimat zurückzukehren. Odysseus, der sich große Gedanken bezüglich des Fluches macht, findet heraus, dass der Kraken anscheinend niemals einem Trojaner schaden würde. Daher kommt er zum Entschluss, auf seiner Reise zurück nach Ithaka gefangene Trojaner mit sich auf das Schiff zu nehmen. Darunter befinden sich die geheimnisvolle trojanische Kriegerin namens Circe und einige ihr treu ergebene Krieger. Während sie das Inselreich Ithaka ansteuern, müssen sie Gefahren durch Sirenen abwehren. Allerdings müssen sie auch an Land einen riesigen Zyklopen überlisten und es kommt zu einer Begegnung mit dem Minotaurus in dessen Labyrinth.
Als Odysseus schließlich seine Heimatinsel erreicht, muss er feststellen, dass seine Frau Penelope von einer Gruppe Freier umgarnt wird. Diese hatten die Hoffnung, dass Odysseus im Krieg fällt oder zumindest die Rückfahrt nicht überlebt. Da auch Penelope nie ein Lebenszeichen ihres Gatten erhielt, wurde sie dazu genötigt, ihren Mann für tot erklären zu lassen. Daher kommt es schlussendlich zu einem Gefecht mit diesen Männern in seinen eigenen Hallen.

## Hintergrund
Es handelt sich um einen Mockbuster zur britisch-US-amerikanische Historienserie Troja – Untergang einer Stadt. Gedreht wurde der Film unter dem Arbeitstitel God Wars vom 2. Oktober 2016 bis zum 11. Oktober 2016 in Pattaya, Thailand. Der Film erschien am 15. Oktober 2017 in den USA. In Deutschland erschien er unter dem Titel Troja 2: Die Odyssee am 23. Februar 2018 auf DVD.

## Rezeption
„Eine inszenatorisch und darstellerisch talentfreie, formal wie erzählerisch letztklassische Lachnummer von einem Historiendrama. Die ironiefreie Laienhaftigkeit des Unternehmens macht den Film selbst unter Low-Budget-Aspekten ungoutierbar.“

„Wir sind puterrot vom Fremdschämen.“

Cinema bezeichnet den Film außerdem als „Historienquark“, „der den Trojanischen Krieg und die Odyssee lächerlich laienhaft nachturnt“. Weiter wird ausgeführt, dass The Asylum die Erzählung verhunzen und „zu unfassbarem, steifbeinigem Unfug“ umbaut. Kritisiert wird, dass die Darsteller „nicht einmal die Namen ihrer Götter richtig aussprechen“ können. Schauspieler, Ausstattung? Schwamm drüber. Wer kein Geld hat, braucht Talent und/oder Ideen – hatten die aber alles nicht.
Letterboxd schreibt, dass das Schauspiel von allen Darstellern schrecklich übertrieben wurde. Die digitalen Spezialeffekte seien grauenhaft und hier und da ist der Film ziemlich ungewollt lustig. Besonders Hauptdarsteller Dylan Vox, der auch als Pornodarsteller tätig ist, wird für sein Schauspiel ziemlich kritisiert. Der im Film gezeigte Kraken entstammt der nordischen Mythologie. Dies ist damit zu erklären, dass sich die Drehbuchautoren auch an Kampf der Titanen orientierten.
Eugene Alejandro von SupremeWriterStudios bemängelt vor allem, dass man dem Film nicht ansehe, dass mehrere Jahre zwischen einzelnen Ereignissen liegen. Auch er kritisiert „das schlechte Schauspiel und die schrecklichen Spezialeffekte“. Final empfiehlt er, dass man sich diesen Film nicht ansehen sollte, und vergibt die schlechteste Wertung.
Moria befindet die Effekte dagegen als „solide und überzeugend“. Allerdings werden auch hier die Dialoge kritisiert und oft als „klobig und unbeholfen“ empfunden. Wenig Verständnis wurde für die Besetzungen des Agamemnon mit David Blazejko gezeigt. Final erhält der Film 2,5 Sterne.
Im Audience Score, der Zuschauerwertung auf Rotten Tomatoes konnte der Film bei weniger als 50 Stimmen eine Wertung von 46 % erreichen. In der Internet Movie Database hat der Film bei über 700 Stimmenabgaben eine Wertung von 2,6 von 10,0 möglichen Sternen.